# 卜答失里 (哈密国)
卜答失里（羅馬化：Buddhá s̀ri，？—1439年），明朝哈密国王，蒙古贵族，忠顺王脫脫的儿子，免力帖木儿的侄子。
宣德元年（1426年），明朝封卜答失里为忠顺王，他进贡马和方物。宣德三年（1428年），因为他年幼，明朝封免力帖木儿的弟弟脱欢帖木儿为忠义王。从此，二王并贡，每年进贡驼马、玉石、器皿三四次，明朝赐回彩币、绢布、袭衣。宣德四年（1429年），谨修臣职，恪守边疆，受赏赐。他娶瓦剌脱欢之女弩温答失里为妻。宣德十年（1435年），向甘肃总兵报告瓦剌猛可不花要侵犯沙州。